# Kibler (Arkansas)
Kibler es una ciudad ubicada en el condado de Crawford en el estado estadounidense de Arkansas. En el Censo de 2010 tenía una población de 961 habitantes y una densidad poblacional de 82,64 personas por km².

## Geografía
Kibler se encuentra ubicada en las coordenadas 35°25′36″N 94°14′12″O / 35.42667, -94.23667. Según la Oficina del Censo de los Estados Unidos, Kibler tiene una superficie total de 11.63 km², de la cual 11.63 km² corresponden a tierra firme y (0%) 0 km² es agua.

## Demografía
Según el censo de 2010, había 961 personas residiendo en Kibler. La densidad de población era de 82,64 hab./km². De los 961 habitantes, Kibler estaba compuesto por el 92.51% blancos, el 0.31% eran afroamericanos, el 1.77% eran amerindios, el 2.81% eran asiáticos, el 0% eran isleños del Pacífico, el 1.46% eran de otras razas y el 1.14% pertenecían a dos o más razas. Del total de la población el 2.6% eran hispanos o latinos de cualquier raza.